# ساندرا شاندور
ساندرا شاندور (مجاری: Sándor Szandra؛ زادهٔ ۲۹ مارس ۱۹۸۲ میلادی) طراح مشهور لباس و مد، و بنیان‌گذار برند نانوشکا اهل مجارستان است.
نخستین مجموعه کارهای وی در سال ۲۰۰۶ به بازار عرضه شد و برندهٔ جایزهٔ «طراحی مد جوانان سال» شد. وی در سال ۲۰۱۷، جایزه «طراح سال» مجله این استایل را دریافت کرد و در اکتبر ۲۰۱۸ نیز موفق به دریافت «جایزهٔ پرو تورسمو» از سوی آژانس گردشگری مجارستان شد.
ساندرا، مدیر خلاق و طراح برند مد نانوشکا است. در مجموعه‌هایش تلاش می‌کند تا ترکیبی از ظرافت مدرن و راحتی عملکردی سبک زندگی شهری را ارائه دهد و هدفش ایجاد نوعی هماهنگی میان تضادها از طریق طراحی‌هایش است. به گفته‌ی خودش، مهم‌ترین دغدغه‌اش خلق مجموعه‌ای از لباس‌هاست که به‌راحتی با یکدیگر ترکیب شوند و با سبک زندگی فرد استفاده‌کننده هماهنگ باشند. بزرگ‌ترین منبع الهام او برخورد فرهنگ‌های گوناگون است؛ ساندرا تأثیرات شرق و غرب را در طراحی‌هایش تلفیق می‌کند. در این میان، بوداپست نقشی کلیدی برای او دارد، چراکه فرایند طراحی همچنان در این شهر انجام می‌شود و او اغلب از عناصر معماری، آشپزی و زیبایی‌شناسی بوداپست در مجموعه‌هایش بهره می‌گیرد. اصل بنیادین او «زیبایی‌شناسی مبتنی بر عملکرد» است. به باور ساندرا، اگر در طراحی یک لباس به کارکرد و کاربرد آن نیز توجه شود، آن لباس ساده، هدفمند و زیبا خواهد بود.